# 松川温泉
松川温泉（まつかわおんせん）は、岩手県八幡平市（旧国陸奥国、明治以降は陸中国）にある温泉。1711年 - 1735年に当地を訪れた山伏の伊藤西念が発見し、1743年に西念の息子である与次郎によって開湯と伝わる。

## 泉質
- 硫黄泉[3]

## 効能
- 神経痛、リューマチ、糖尿病[4]。

## 温泉街
松川の最上流部、十和田八幡平国立公園内に位置している。
露天風呂を有する2軒の温泉宿がある（温泉宿は3軒あったが、2023年11月30日付で「松楓荘」が事業を停止した）。泉質はいずれも乳白色の硫黄泉である。

## 立地環境

### 松川地熱館
松川温泉のある八幡平市松尾寄木には日本初の商用地熱発電所である松川地熱発電所がある。付属施設の松川地熱館では温泉や農業など地熱利用の可能性に関する展示もある。
なお、発電所から得られる温泉は、自然流下方式により約5km離れた東八幡平温泉まで引湯して利用されている。

### 温泉地周辺の生物相
ブナ、ミズナラ、ミズ、ダテカンバ、ナナカマド、ウツギ、カエデなどの落葉広葉樹の原生林の中に温泉街があるため、紅葉が美しい。山菜は、春はフキノトウ、フキ、シノダケ（通称：根曲がり竹）、ミズ、ウド、コゴミ、ゼンマイ、ワラビがとれる。秋はボリ、ナメコ、マイタケなどのキノコ類がとれる。
動物はウサギ、タヌキ、キツネ、テンなどが温泉宿周辺まで出没する。まれにニホンザルも見られる。ツキノワグマも多い。一方、温泉街の側を松川が流れるものの、温泉宿や地熱発電所の排水が酸性のため、魚類や水生昆虫相は貧弱である。

### 登山
松川温泉には3つの登山道がある。一つ目は姥倉山（うばくらやま）登山口で、姥倉山から岩手山へ向かうルートである（南東側）。二つ目は三ツ石山（みついしやま）（三ツ石山荘）登山口で、三ツ石山荘から三ツ石山へ向かうルートである（南側）。三つ目は源太ヶ岳（げんたがだけ）（大深山荘）登山口で、源太ヶ岳や大深岳、三ツ石山を通って松川温泉に戻る環状ルートである（西側）。

## アクセス

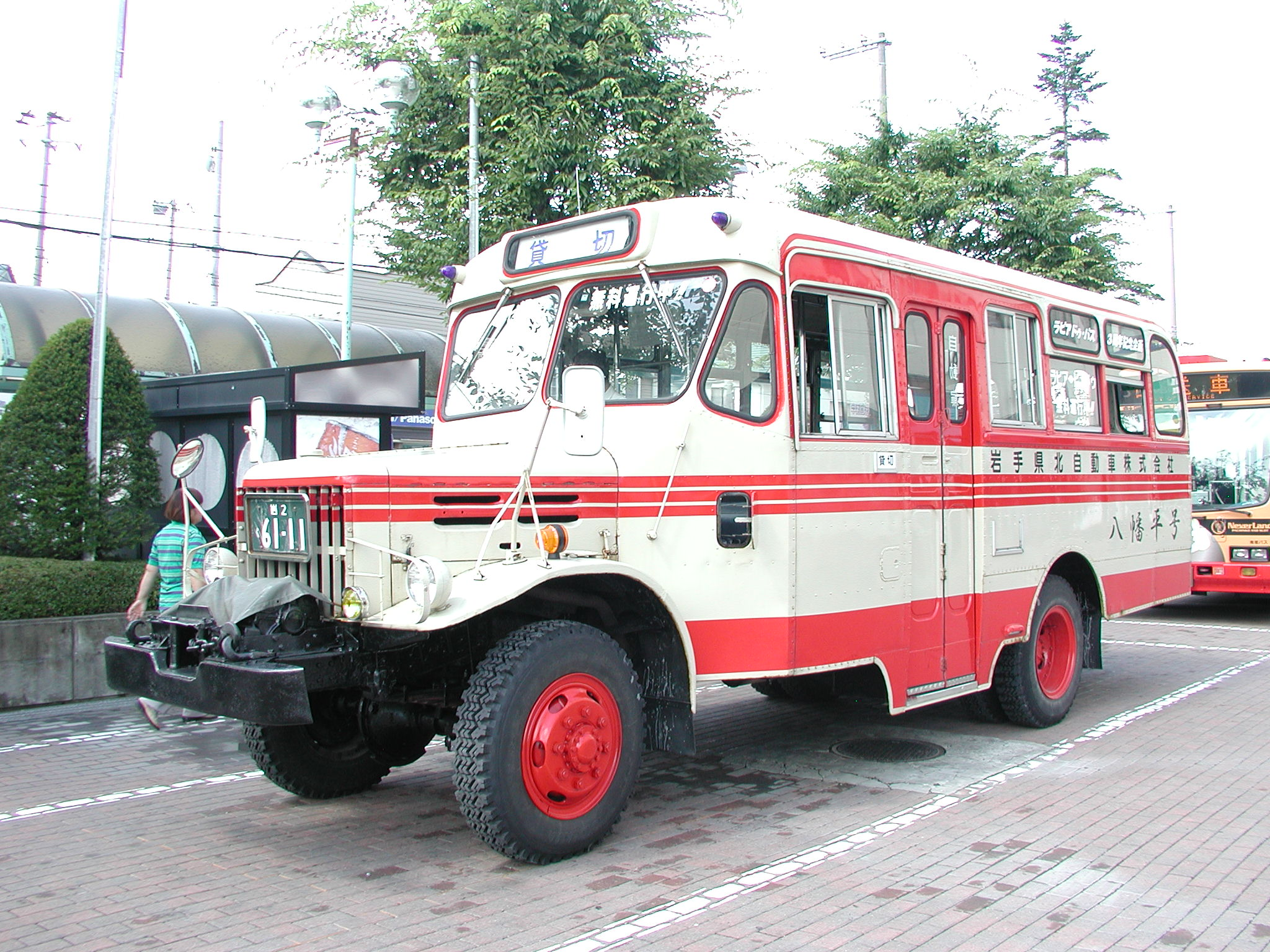
TSD40改 ボンネットバス「八幡平号」

- 車：東北自動車道西根ICもしくは松尾八幡平ICより約30分
- バス：盛岡駅前から岩手県北バス「松川温泉」行に乗車、約1時間30分。途中に急坂があり、路面が凍結する冬季は通常のバスでは走行困難のため、アクティブリゾーツ岩手八幡平 - 松川温泉間は四輪駆動のボンネットバスに乗り換える[10]。